# Aaron Lebedov
Aaron Lebedov (1873-1960) est un acteur de théâtre yiddish connu pour ses rôles comiques. Un article du New York Times le désignait en 1925 comme le plus grand acteur comique yiddish de tous les temps. Il fut aussi un très grand ténor.
Il joua le rôle principal dans la pièce de 1920 Lyovka Maladiatz (Bon Gars Lyovka), qui fut considérée comme la première comédie musicale juive moderne. Sa première représentation américaine, Lufka Maladatz laissa stupéfaits tous ses auditeurs.
Il fut le mari de Vera Lubow.